# La Falange Cubana
La Falange Cubana fue un pequeño grupo de inspiración nacionalsindicalista cubano existente entre 1936 y 1940. Esta formación estaba dirigida por Antonio Avendaño y Alfonso Serrano Vilariño, quedando oficialmente constituida como partido político el 6 de junio de 1938.
Aún a pesar de las buenas relaciones habidas entre Fulgencio Batista y Francisco Franco, este rechazaba la ideología fascista. Es por ello que la única manifestación del nacionalsindicalismo en Cuba tuvo lugar durante un muy corto periodo de tiempo. La actividad clandestina de esta obligó a Batista a promulgar una ley que prohibía a aquellos grupos políticos referidos específicamente a formaciones extranjeras.
En 1937, debido a la persecución de esta y al Decreto de Unificación que fusionó a Falange Española de las JONS con la Comunión Tradicionalista, La Falange Cubana pasó a formar parte de FET de las JONS... Tornándose algo meramente simbólico.

## Durante el mandato de Fidel Castro
Durante el mandato de Fidel Castro la presencia del falangismo en Cuba siguió siendo, como en el resto de Hispanoamérica, bastante marginal. La afinidad de Fidel Castro (heredada de su padre) hacia el nacionalsindicalismo no es ninguna novedad, siendo prueba de ello el Partido Ortodoxo, formación de inspiración nacionalsindicalista de la cual Fidel Castro fue un integrante destacado.
En 1978, un grupo de miembros de Falange Española Auténtica fueron invitados, a modo de representantes de España, al Congreso Mundial de la Juventud celebrado en La Habana. Dicha invitación fue debida a que, por aquel entonces, los falangistas conformaban una parte importante del Consejo de la Juventud de España.